# Glory! Glory!
Glory! Glory! is een Brits-Canadese filmkomedie uit 1989 onder regie van Lindsay Anderson.

## Verhaal
De Texaanse predikant Dan Stuckey heeft een fortuin vergaard met zijn televisiepreken. Na de dood van de predikant zet diens zoon Bobby Joe zijn werk verder. Omdat hij niet met dezelfde vurigheid preekt als zijn vader, verminderen de inkomsten aanzienlijk. In een wanhoopspoging huurt Bobby Joe de aantrekkelijke rockzangeres Ruth in om een jonger publiek aan te trekken.

## Rolverdeling
| Acteur         | Personage      |
| -------------- | -------------- |
| Ellen Greene   | Ruth           |
| Richard Thomas | Bobby Joe      |
| James Whitmore | Lester Babbitt |
| Winston Rekert | Chet           |
| Barry Morse    | Dan Stuckey    |
| George Buza    | Vincent        |